# Checos
Os checos ou tchecos (em checo: češi) são um grupo étnico eslavo ocidental da Europa Central, vivendo predominantemente na Chéquia. Pequenas populações de checos vivem também na Eslováquia (cerca de 45 mil), Áustria (cerca de 20 mil), Estados Unidos (cerca de 1,26 milhão), Canadá (cerca de 80 mil), Alemanha (cerca de 50 mil), Rússia (cerca de seis mil), Austrália (cerca de 20 mil), Suíça (cerca de 20 mil), Ucrânia (cerca de onze mil), França (cerca de onze mil), Croácia (cerca de onze mil), Israel (cerca de oito mil), Suécia (cerca de sete mil), Bulgária (cerca de oito mil), Reino Unido (cerca de seis mil), Brasil (cerca de cinco mil), além de outros países. Eles falam a língua checa, que é muito próxima da eslovaca.
Os checos são descendentes de antigas tribos eslavas que habitaram a região da Boêmia a partir do século VI. Eles eram chamados até o começo do século XX de boêmios quando o termo foi gradualmente substituído pelo atual.
Um pequeno número de habitantes da antiga província da Morávia no leste do país se auto-consideram membros da distinta nação moraviana. Eles falam dialetos moravianos da língua checa.